# Badelunda kyrka
Badelunda kyrka är en kyrkobyggnad i Badelunda socken i Västerås stift. Den är församlingskyrka i Västerås Badelunda församling.
De östra delarna av kyrkan är de äldsta, från 1200-talet. Även om koret senare är ombyggt har kyrkan som en av få i Svealand den under tidig medeltid dominerande romanska formen med ett smalare och lägre kor bevarad. Sakristia och vapenhus är också medeltida. Det finns bevarade medeltida takstolar i långhuset, södra vapenhuset och i sakristian. Träslagen är gran och ek. En äldre och ursprunglig takkonstruktion med bindbjälkar och korsande stödben har funnits i långhus och sakristia. I östra gavelmurverket finns putsrester som visar att ett tunnvalv tidigare funnits över koret. De västliga delarna av kyrkan samt gravkor kommer från 1600-talet.
I klockstapeln finns återanvända medeltida brädor och golvplank med den medeltida tekniken sprättäljning. I grunden påminner konstruktionen om en medeltida tornstapel. Inget årtal anges för nyuppförande av klockstapeln i byggnadshistoriken. En klockstapel omnämns 1650 som förfallen. Kanske är det därefter som den befintliga klockstapeln byggs och några delar från föregångaren återanvänds.
Kyrkan ligger högt uppe på Badelundaåsen, mitt i ett komplext och rikt fornlämningsområde, där bland annat Anundshög finns, och som ingår i riksintresse för kulturmiljövården Badelunda [U 25]. I anslutning till kyrkogården har man hittat spår efter en gårdsanläggning och gravfält från 1000-talet, som troligtvis har ett samband med kyrkans tidigaste historia.

## Historia

### Medeltid
Namnet Badelunda syftar troligtvis på den platå på Badelundaåsen där kyrkan och den intilliggande prästgården ligger. På åsen på båda sidorna av kyrkan finns gravfält från järnåldern. Vi en undersökning 1998 hittade också arkeologer spår efter en stor gårdsbebyggelse direkt söder om kyrkogården, som brukats under 1000-talet. Troligtvis uppfördes en första kyrka i trä intill gården redan under sen vikingatid eller tidig medeltid.
Den nuvarande kyrkan uppfördes troligtvis under andra halvan av 1200-talet och var då betydligt mindre än den nuvarande. Dock visar dendrodatering av virkesdelar i långhuset och korets taklag att det restes mellan 1228 och 1242, vilket visar på en något äldre datering jämfört med tidigare framtagen historik.
På 1500-talet beskrivs den som Sankt Olofs kapell av biskop Peder Swart, trots att det var en kyrka. Från början ska Badelunda ha varit annex till Furby,  men de två församlingarna slogs ihop på 1500-talet, och efter att Furby kyrka övergetts tog Badelunda kyrka rollen som församlingens huvudkyrka.
Till kyrkans äldsta delar hör den östra halvan av långhuset samt delar av koret, som från början var smalare och lägre. På 1300-talet byggdes sakristian, och vapenhuset under första delen av 1400-talet. Innertakets tegelvalv tillkom senare under samma århundrade. Troligtvis återinvigdes kyrkan efter valvslagningen, och då tillkom konsekrationskors i kyrkorummet, varav ett på norra sidan är framtaget.
Anundshög hade en betydande roll som tingsplats fram till 1450-talet, då denna flyttades till Badelunda kyrka.

### Efterreformatoriska förändringar
Under åren runt 1650 genomgick kyrkan stora förändringar och fick i stor utsträckning sin nuvarande form. 1648 stod ett nytt gravkor färdigt på den södra sidan om kyrkans kor. Det byggdes av Henrik Horn af Marienborg, som innehade godset Hässlö i socknen, för att användas av honom och hans familj. Eftersom han också hämtade kroppen efter sin svärfar Arvid Wittenberg, som tidigare varit begravd i Riddarholmskyrkan, kom koret att kallas för Horn-Wittenbergska gravkoret.
Henrik Horn bekostade också i slutet av 1650-talet en stor ombyggnad av kyrkan då långhuset förlängdes med tio meter åt väst. Utbygget präglades på ett ovanligt sätt av medeltidens byggnadssätt, då det nya stjärnvalvet i kyrkorummet gjordes mycket likt de redan befintliga och den västra gaveln smyckades med avancerade blinderingar.
Från mitten av 1600-talet och ända fram till 1918, med undantag för några år på 1680- och 1690-talet, fungerade Badelunda som prebende åt teologie lektorerna vid Västerås gymnasium. Den första lektorn med ansvar över Badelunda var Nicolaus Johannis Rudbeckius.
I mitten av 1700-talet var det åter igen dags för större förändringar av kyrkan. Fram till dess hade kyrkan bara haft två mindre fönster men nu höggs korfönstret och fönstret mitt emot predikstolen upp för att avhjälpa bristen på ljus i kyrkorummet. Därefter vitrappades murarna utvändigt och vitlimmades invändigt. Några år senare tog man fram en plan för att riva den då nedgångna klockstapeln och ersätta den med ett västtorn på kyrkan, men planen verkställdes inte. Istället reparerade man klockstapeln, som i stort fick sitt nuvarande utseende. Även gravkoret hade blivit förfallet, och dess takryttare i form av en hög spira ledde in regnvatten i korets tak och valv. Det sågades därför ned 1775 och ersattes med ett lågt sadeltak.

### Senare tiders förändringar
Under ledning av arkitekt C G Ekholm genomfördes stora förändringar av kyrkan både invändigt och utvändigt 1892. Korets valv och tak samt triumfbågen höjdes och vidgades, fönstren förstorades och den tidigare spåntäckningen på taken ersattes med plåt. Tidigare golv och gravhällar togs bort och man lade ett nytt klinkergolv, på vilket nya öppna bänkar placerades, samt även ett nytt altare och en ny altarrund. Valven släthöggs och målades i färger.
Under 1950-talet genomfördes åter flera stora förändringar, delvis under ledning av arkitekterna Ärland Noreen och Per Bohlin. Kistorna som tidigare stått i gravkoret flyttades ned i ett källarutrymme. Fasadens puts knackades ned och ersattes och samtidigt minskade man fönstren. I kyrkorummet försökte man återskapa ett äldre utseende, före omgestaltningen på 1800-talet. Nya, slutna bänkar sattes in, predikstol, altare och orgelläktare fick sitt nuvarande utseende, golven i kor och mittgångar byttes ut och valv och väggar målades vita. Den nuvarande gula nyansen på ytterväggarna tillkom 1998.

## Kyrkobyggnaden
Den tornlösa byggnaden består av ett långhus som är försett med ett mindre kor i öst, sakristia i norr och gravkor och vapenhus i söder. Till stor del är kyrkan uppförd av gråsten, men tegel förekommer i gravkoret, korets nedre del och långhusets västra. Den västra gaveln är försedd med blinderingar, vilka, liksom resten av kyrkan, är putsade i gul färg. Över långhuset och utbyggnader ligger ett kopparförsett sadeltak med brant fall, flackare på gravkoret. Två rundbågiga fönster finns på vardera sidan av långhuset, samt ett mindre på östgaveln. Ljus kommer också in i koret från söder, genom ett fönster i gravkoret. I västra i gaveln finns ett runt fönster. Nära intill gaveln står en spånklädd klockstapel.
Ingång sker genom portar i väst eller genom vapenhuset i söder. Kyrkorummet är enskeppigt och täckt av tre stjärnvalv, två över långhuset och ett över det mindre koret i öst. Också över vapenhuset finns ett valv i tegel, som är dekorerat med efterreformatoriska kalkmålningar. Bakom predikstolen på norra väggen, finns ett konsekrationskors framtaget. Gravkoret på norra sidan av koret, som är täckt av ett tunnvalv i trä, är numera inrett som ett sidokapell. Altaret i koret är murat i tegel och omgivet av ett mindre altarskrank. Det tidstypiska korfönstret från 1960 är tillverkat av konstnären Jan Brazda. Bänkarna är slutna, och i väst finns en orgelläktare med orgel.

### Vapenhusets kalkmålningar
År 1912 hittade man spår efter kalkmålningar i vapenhuset, men de togs fram och konserverades först 1959-1960, av Nils Källe. En del av målningarna är daterade till 1540-talet och är tillskrivna Urian Urian Olofson (Yrjan) en senmedeltida målare. Urian Olofson avslutade 1549 dekorationsmålningen av det Bååtska gravkoret i Sorunda kyrka i Södermanland. Det unika med målningen är att den är signerad och daterad, vilket visar att den medeltida konstnärstraditionen i stil och komposition bevarats längre tid än man tidigare trott efter att målningen togs fram 1897–1898. Urian har i ena valbågen avslutat sitt arbete med att måla in texten Urian denne kor målat hafuer boman i våle härade och en bild av lyckohjulet samt årtal. Målningarna i gravkoret framställer Kristi himmelsfärd Den helige andens utgjutande, Yttersta domen, skildringar från Gamla testamentet, fyra profeter samt scener ur Jesu liv. Målningen är av medeltidskaraktär även om vissa personer framställs i Vasatidens dräkter. Kring scenerna är det målade inskrifter som förklarar bilden och händelsernas gång. Målningens underdel avslutas med målade draperier som är upphängda på ringar samt donatorns namn riksrådet Johan Pedersson Bååt och hans hustru Kristin Tott samt deras vapen.
Andra har tillkommit redan på 1400-talet och föreslagits vara av Albertus Pictor. Bland motiven finns änglar med Kristus pinoredskap, Guds hand i himlen med solen och månen, Kristus på korset och tre djävlar, varav en håller i ett horn och en rider på en kvinna. Om resten av kyrkan har blivit målad under medeltiden eller 1500-talet är okänt, men man har inte hittat några spår av målningar, bortsett från konsekrationskors.

## Inventarier
I mitten av 1700-talet såldes många av kyrkans medeltida föremål på auktion, bland annat ett altarskåp och träskulpturer. På Västmanlands läns museum finns också en madonnafigur med Jesusbarnet från omkring 1500.
- Äldsta föremålet är ett triumfkrucifix, tillverkat i Mälardalen på 1300-talet.[14] 1929 sattes krucifixet upp på sin ursprungliga plats, i triumfbågen, mellan långhuset och koret, efter att ha varit undanlagt på kyrkans vind i några decennier.[10]
- Predikstolen är byggd 1655 av Israel Snickare i Västerås. Den skänktes till kyrkan av Nicolaus Johannis Rudbeckius och har skulpturer föreställande Kristus och evangelisterna. Ljudtaket tillkom 15 år senare, tillverkad av en annan mästare.[10]
- Dopfunten är tillverkad av täljsten och sandsten och har en åttasidig dopskål. Den skänktes till kyrkan av kyrkoherde Fredrik Arfwedsson 1892.[10]
- I gravkoret finns de flesta av kyrkans totalt 21 begravningsvapen efter ätterna Horn och Bååt.[12]
- Barockskulpturerna som står på vardera sidan om altaret föreställer Matteus och Johannes och köptes av kyrkan 1702.[12] Tillsammans med en skulptur av Kristus med pinoredskap som i dag står i gravkoret har de tillhört en tidigare altaruppsats. Möjligen är alla tillverkade av Kaspar Schröder, men även Burchard Precht har föreslagits.[10]
- I klockstapeln hänger två klockor. Storklockan väger 1060 kg och är omgjuten och utökad 1650, 1771 och senast 1909 av K G Bergholtz. Den mindre klockan väger 860 kg och omgöts senast 1879 av Johan A. Beckman & Co. Den bär inskriptionen: ”Statt upp, var ljus, o mänsklighet ditt namn skall vara kristenhet din ära och din själaro att uppå herren Kristus tro.”
- Orgeln med 13 stämmor tillkom 1979 och är byggd av Hammarbergs Orgelbyggeri AB.[12]

Orgelns disposition:
| Huvudverk (I) C-g3 | Svällverk (II) C-g3 | Pedalverk (P) C-f1 | Koppel |
| Rörflöjt 8'        | Gedakt 8'           | Subbas 16'         | I/P    |
| Principal 4'       | Spetsflöjt 4'       | Principal 8'       | II/P   |
| Waldflöjt 2'       | Principal 2'        | Trumpet 4'         | II/I   |
| Mixtur IV          | Larigot 1 1⁄3'      |                    |        |
| Skalmeja 8'        | Sesquialtera II     |                    |        |

## Galleri

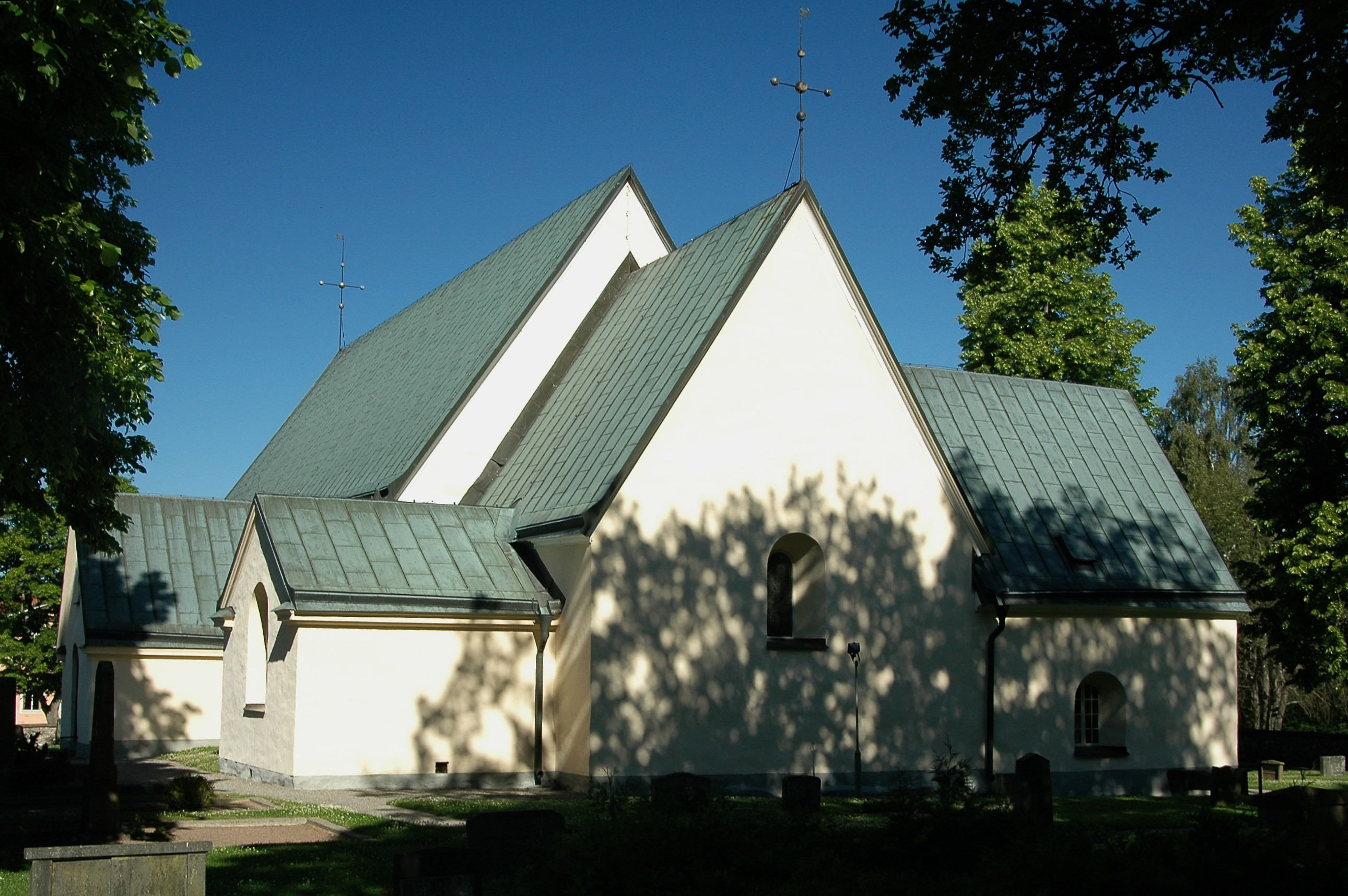
Exteriör
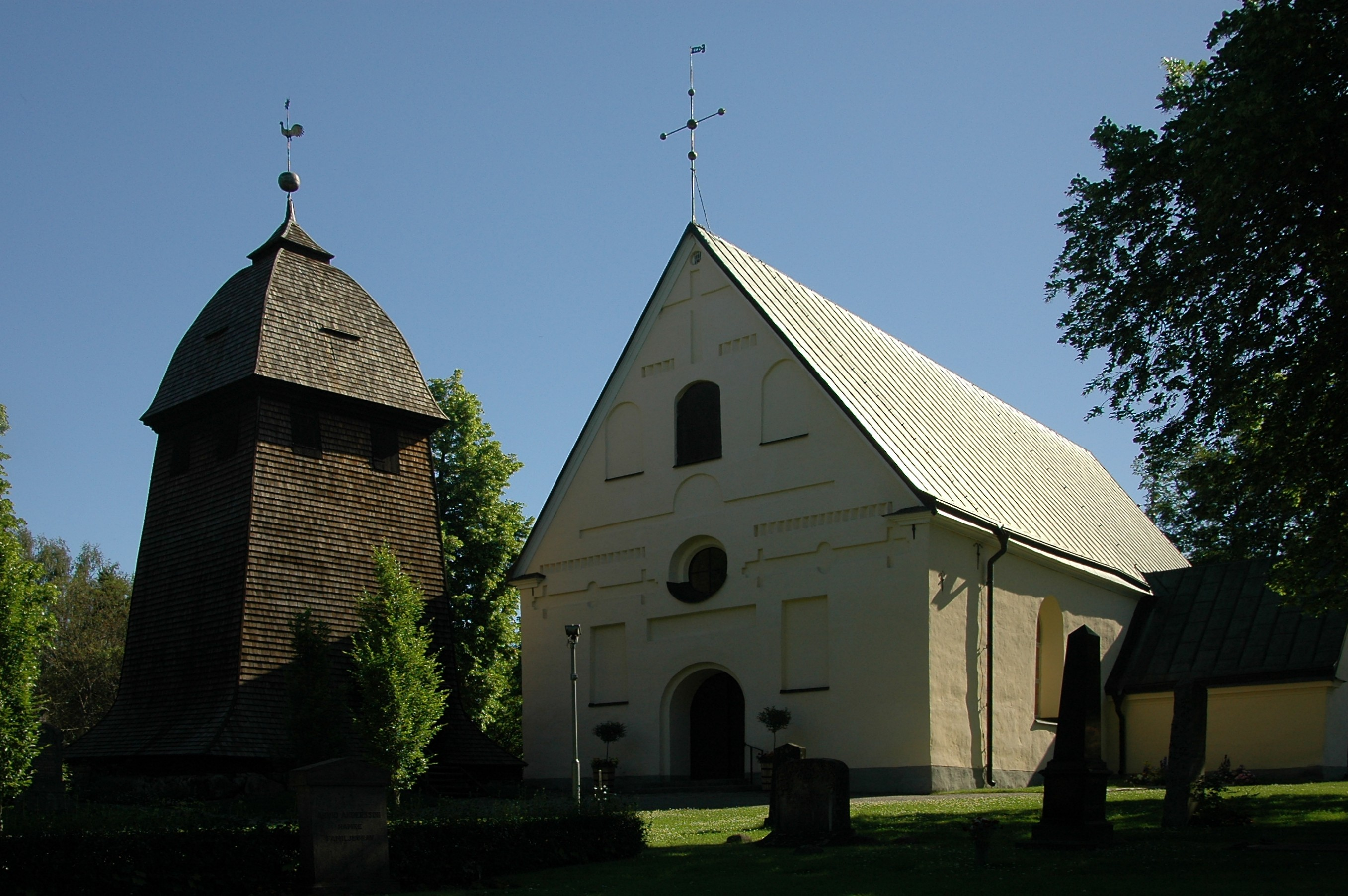
Exteriör
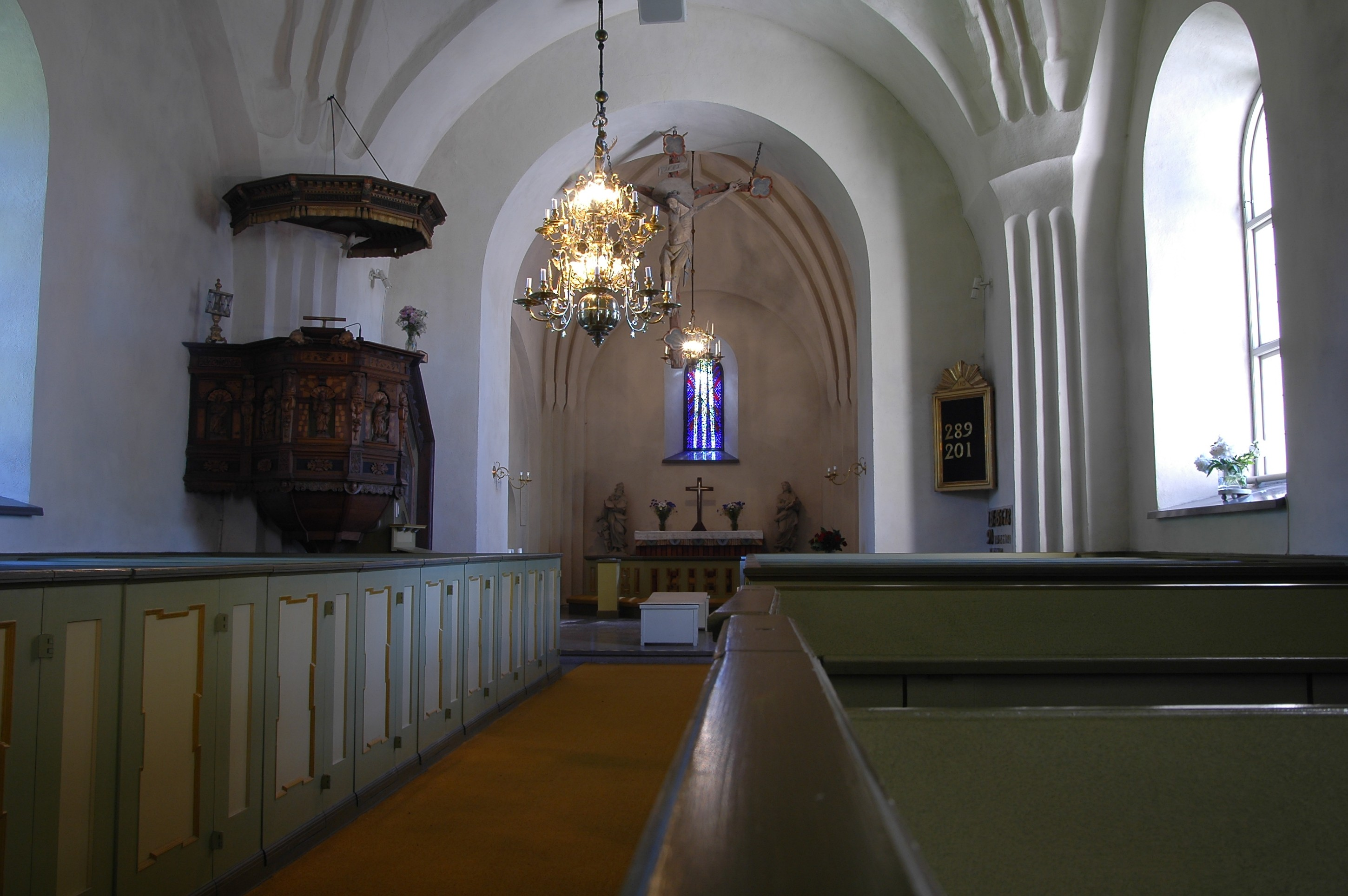
Kyrkorum mot öster
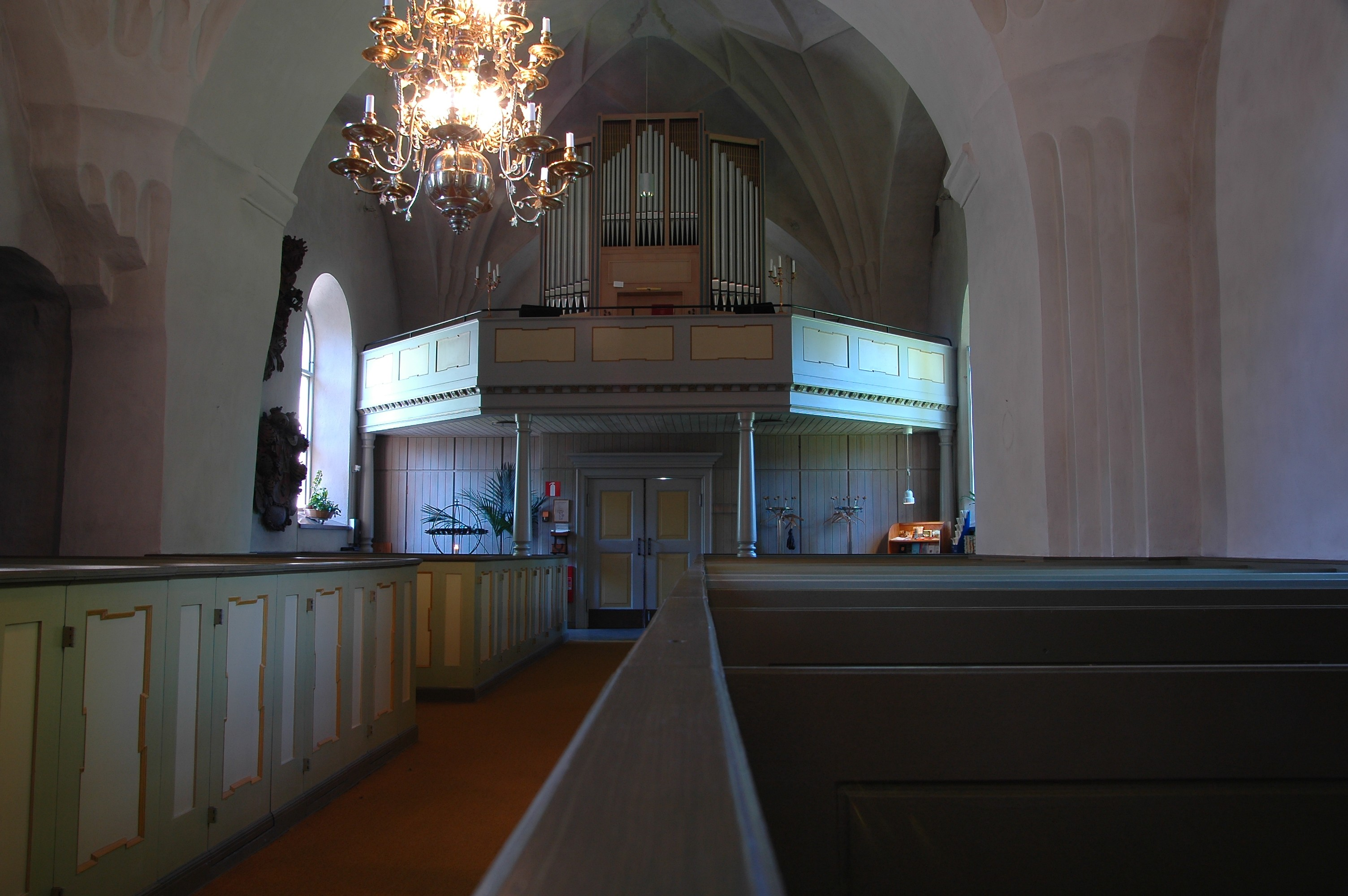
Kyrkorum mot väster
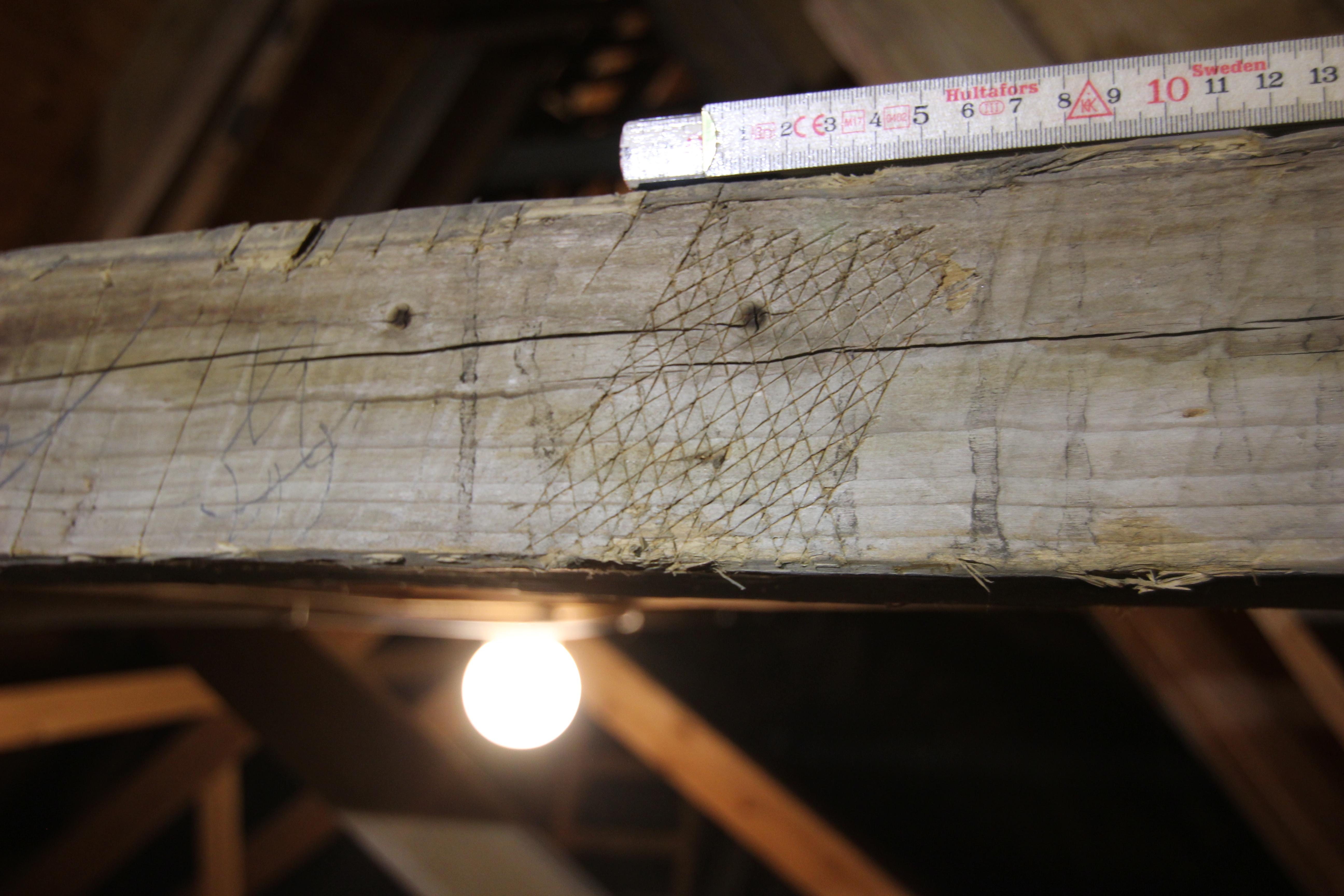
Ristningar i hanbjälke i korets medeltida taklag
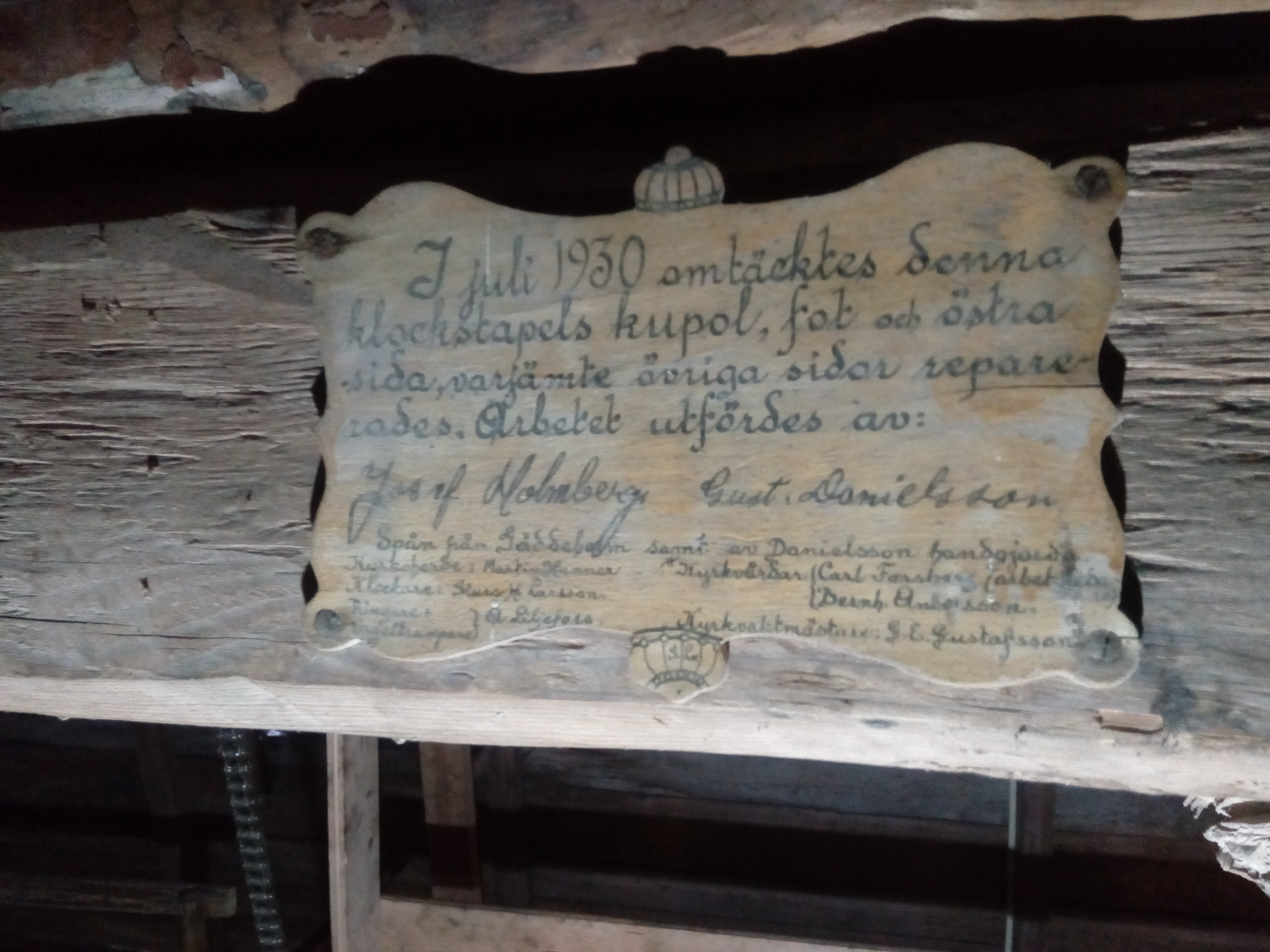
I klockstapeln finns en hantverksdokumentation från 1930-talet då torntaket lagades.